# Clóvis Pê
Clovis Peçanha de Azevedo, mais conhecido como Clóvis Pê (Rio de Janeiro, 8 de Março de 1966) é um intérprete de samba-enredo carioca, considerado um dos principais "discípulos" de Jamelão devido ao período de grande identificação com a Mangueira. Possui inúmeros "cacos" e sua marca no carnaval paulistano, com o qual identificou-se muito bem, é o grito de guerra: "É só alegria. Sorria cavaco, sorria!!".

## Carreira
Sua estréia foi na Tupy de Brás de Pina aos 12 anos compondo samba enredo tendo como grande influência sua mãe Gloria e seu pai Damião como mestre-sala e porta-bandeira da agremiação, e assim vendo que tinha talento partiu para Jacarezinho como compositor, ganhando o samba de sua autoria cantado, em 1992, que foi “A visita do Jacarezinho ao reino encantado de Maria Clara Machado”, pelo Grupo A. desde então, sua carreira como cantor e autor de samba-enredo teve uma ascensão meteórica. Antes de chegar à verde-e-rosa, também concorreu na Imperatriz.
Em quatro anos concorrendo nas disputas internas na Mangueira, o qual venceu em duas ocasiões (2001 e 2003), junto com Luizito, acompanhou Jamelão no carro de som. Também compôs sambas em São Paulo: foi autor do samba da Tucuruvi em 2000, e defendeu o hino da Mocidade Alegre no ano seguinte, onde foi também puxador ao lado de Daniel Collête. Após se destacar como sambista na Mangueira, passou a investir na carreira de cantor de samba, sempre em escolas de Grupos de Acesso, Passou pela Paraíso do Tuiuti, Vizinha Faladeira, Lins Imperial e São Clemente.
Até 2006, quando puxou pela primeira vez uma escola de samba, no Grupo Especial, a Caprichosos, aonde ficou até 2007. E desde 2008 é intérprete oficial da escola de samba Mocidade Alegre de São Paulo. e em 2010 foi intérprete oficial da Sossego. em 2011 voltou para a São Clemente, como apoio de Igor Sorriso. e no ano de 2012, voltou a ser cantor da Caprichosos. Em 2013, além sagrar-se bicampeão como intérprete oficial da Mocidade Alegre, Clóvis foi apoio de Emerson Dias e Nêgo, na Grande Rio. após o afastamento do microfone principal da Mocidade Alegre. Clóvis Pê acertou com o Império Serrano, aonde será intérprete oficial, mas não ficará de fora da folia paulistana, onde será o intérprete oficial da Vila Maria.
Em 4 de abril de 2017 anuncia através de suas redes sociais seu desligamento da Unidos de Vila Maria após quatro carnavais à frente do carro de som da escola, nos anos seguintes esteve como apoio do carro de som da Mangueira e São Clemente. mas em 2020, acertou para ser cantor oficial da Estrela do Terceiro Milênio. Retorna ao carnaval carioca e estreando nos desfiles da Intendente Magalhães, pelo Arame de Ricardo em 2022 e Unidos de Lucas em 2023. Ainda em 2023 é contratado pelo Camisa Verde e Branco, chegando a gravar o samba-enredo da escola no CD oficial das escolas de samba de São Paulo, mas deixou a agremiação semanas antes do desfile, após o primeiro ensaio técnico. Em 2024, foi anunciado como intérprete oficial da Camisa 12.

## Títulos e estatísticas
|                  | Campeão                                                        | Vice                 | Terceiro               |
| ---------------- | -------------------------------------------------------------- | -------------------- | ---------------------- |
| Primeira Divisão | Mocidade Alegre 2009 Mocidade Alegre 2012 Mocidade Alegre 2013 | Mocidade Alegre 2010 | Bonecos Cobiçados 2009 |
| Segunda Divisão  | Vila Maria 2014                                                | Caprichosos 2007     | São Clemente 2005      |